# コシオガマ
コシオガマ（小塩竈、学名：Phtheirospermum japonicum ）はコシオガマ属の一年草。

## 特徴
半寄生植物。根は細く貧弱。茎は直立し、多少枝分かれし、高さは20-70cmになる。全体にやわらかな曲がった腺毛が密に生え、さわるとベタつく。葉は対生し、3角状卵形で羽状に深く裂け、裂片はさらに不規則に裂け、縁にはとがった鋸歯がある。葉身は長さ20-35mm、幅10-20mm、基部は切形で、長さ4-10mmになる葉柄がある。
花期は9-10月。枝の上部の葉腋ごとに1個の花をつける。萼は鐘形で5裂し、裂片は長楕円形の葉状になり、縁にとがった鋸歯をもつ。萼にも密に腺毛が生え、花時の大きさは長さ、幅ともに1-6mm、果時には長さ、幅ともに10mmになる。花冠は淡紅紫黄色で、長さ2cmほどになり、太い筒状で先は2裂して唇形になる。上唇は浅く2裂して縁が外側に反り返り、下唇は上唇より長く、横に大きく広がり3裂する。花冠外面に軟毛と腺毛が生え、下唇裂片の中央のふくらみ部に白い毛が生える。雄蕊は花冠の上唇内に4個あり、下側2本がやや長い。果実は長さ10mm、幅5mmになるゆがんだ卵形の蒴果で、先はとがって腺毛が生え、基部は半分が萼に包まれる。蒴果に多数の種子が入り、種子は楕円形で長さ1mmになる。
和名の由来は、同科シオガマギク属のシオガマギク（塩竈菊）に似るが、比べると全体に小さく、花も小型であるため、コシオガマ（小塩竈）という。

## 分布と生育環境
日本では、北海道、本州、四国、九州に分布し、低山の日当たりの良い草地に生育する。国外では、朝鮮、中国（中北部・東北部）、アムールに分布する。

## ギャラリー
- 茎は枝分かれする。
- 花冠下唇裂片の中央に白い毛が生える。
- 果実は萼片に包まれる。

## 下位分類
- シロバナコシオガマ Phtheirospermum japonicum (Thunb.) Kanitz f. albiflorum (Honda) H.Hara - 白花品種[7]